# 1994 AK15
1994 AK15 är en asteroid i huvudbältet som upptäcktes den 15 januari 1994 av de båda japanska astronomerna Seiji Ueda och Hiroshi Kaneda i Kushiro.
Asteroiden har en diameter på ungefär 4 kilometer.